# Jałowiec (Basse-Silésie)
Pour les articles homonymes, voir Jałowiec.
Jałowiec est une localité polonaise de la gmina et du powiat de Lubań en voïvodie de Basse-Silésie.